# Jaap Verkerk
Jaap Verkerk (Urk, 23 augustus 1940 – Roden, 20 september 2015) was een Nederlands bestuurder van de PvdA.
Hij was hoofd van de afdeling algemene zaken van de gemeentesecretarie van Hoogwoud voor hij in augustus 1974 benoemd werd tot burgemeester van Nigtevecht. Daarna was Verkerk van 1980 tot 1998 burgemeester van Roden en daarnaast was hij in 1987 ook nog waarnemend burgemeester van Peize. In 1998 fuseerden de gemeenten Peize, Norg en Roden tot de gemeente Noordenveld waarvan hij de burgemeester werd. In september 2001 ging hij vervroegd met pensioen.
Hij overleed op 75-jarige leeftijd in zijn woning in Roden.